# ブルーアーカイブ -Blue Archive-
『ブルーアーカイブ -Blue Archive-』（英語: Blue Archive、韓国語: 블루 아카이브、繁体字中国語: 蔚藍檔案、簡体字中国語: 蔚蓝档案）は、NEXONの子会社NEXON Games開発・Yostar運営によるスマートフォン向けゲームアプリ。2021年2月4日サービス開始。基本プレイ無料（アイテム課金制）。略称は「ブルアカ」。
Yostarの新規IPによるスマートデバイス向けRPGである本作において、プレイヤーは学園都市「キヴォトス」の先生となり、生徒たちと共に問題を解決していくというストーリーが描かれる。バトルシーンはフル3Dで描かれている。タイトルロゴはキヴォトスを取り巻くヘイロー（光輪）をイメージした円形と躍動感を与える傾き、少女らしさを表す曲線を中心にデザインした。
日本・中国以外の国ではNEXON Gamesの親会社であるNEXON Koreaがパブリッシングを担当。2021年8月2日には韓国版ティザーサイト・動画が公開された。その後予定通りにリリースされた。

## 開発
開発はネクソン傘下のNEXON Games（旧：NAT GAMES）が行う。ファンタグラム、ネクソン、スマイルゲートで開発経験のあるキム・ヨンハが統括プロデューサーを務める。
本作の開発は2018年3月に始まり、その際「美少女キャラが好きなゲーマーに向けた新規IP」として「日本でヒットすること」が目標に据えられた。
その後、RPGとしての戦闘システムの構築が始まり、SDキャラクターによる遠距離戦闘を主体としたシステムが考案され、そこから遮蔽物の概念といった戦術要素が組み立てられた。
戦闘システムが完成したところで、キム・イン率いるアートチームが本作のビジュアルの検討に入った。
キムは、当時のスマートフォン向けギャルゲーにおいては多数のイラストレーターを採用した重厚な世界観（重力系作品）が人気だったが、この反発としてカジュアルな作品への需要が高まるのではないかという分析から、すでにできていた戦闘システムも踏まえたうえで、清涼感や日常感を強調するために“銃器＋学園生活”をコンセプトの根幹に据え、多数のイラストレーターやデザイナーを採用するなどしてプロジェクトの規模を一気に拡大させた。
その際、共有すべきビジュアルイメージに差が出ないようにすることに注意が払われ、たとえば全体的に軽くあっさりとした色調の統一感はキービジュアルの段階で固まっていた。
キム・インはプレイヤーにキャラクターへの愛着を持ってもらうことを最重要視しており、キャラクターのセッティングに当たっては、キャラクターの過去や未来といった将来の展開の余地を事前に盛り込むことにこだわった。一方で、後付け設定はファンのイメージや期待に反することから極力避けるという方針がとられた。
この手法について、ライターの川崎政一郎は、あらかじめキャラクターのエピソードに関するフックを仕込んでおけば後から追加されるストーリーなどへ自然に盛り込みやすいうえ、開発側にとっても無から設定をひねり出す労力を削減できそうだと、4Gamer.netに寄せた「Nexon Developers Conference 21」のレポート記事の中で述べており、将来的な追加要素がまだ反映されていない段階でも熱心なファンはキャラクターの言動に期待や補完を行うため、そこからゲームへの愛着が大きくなると説明している。
そして、本格的な開発段階に入ったところで、「収集したくなるような、かわいらしいビジュアル」「ミリタリーの世界観で、遮蔽物を利用した遠距離戦を展開する」「学園内で行われる、活き活きとしたサークル活動」「プレイヤーが恋したくなるような、魅力的な性格のヒロインたち」というコンセプトが据えられた。

### 韓国における2タイトル制の採用
2022年10月4日、キム・ヨンハはNEXONの公式フォーラムにて、韓国のゲーム物管理委員会（GRAC）のレーティングに対応するため、同国で配信されているバージョンについては、元々のバージョンを18歳未満禁止とし、表現を抑えたバージョンを別に用意すると発表した。キム・ヨンハは声明文の中で、2022年9月に、GRACからゲーム内のきわどい表現を修正しなければ対象年齢を引き上げるよう求められたと明かしている。彼は素直に修正することが楽だったとしつつも、キャラクターの一人であるアリスにまつわる場面の描写に地域差があり、このような表現の変更を繰り返すことで、プレイヤーたちの体験を損ねるおそれがあることから、2タイトル制を採用したと説明している。この発表を取り上げた日本のニュースサイト「AUTOMATON」のSeiji Naritaは、GRACのレーティングが法的拘束力を持っていることも、彼らの判断の裏にあるとみている。

## あらすじ
本作は数千もの学園が集まって構成されている学園都市「キヴォトス」を舞台としており、主人公は、都市を統括する連邦生徒会長が立ち上げた連邦捜査部「シャーレ」の顧問、つまり「先生」として赴任することになる。しかし、主人公（先生）を顧問に任命したはずの連邦生徒会長は行方不明だった。
vol.1「対策委員会編」
キヴォトスに赴任したばかりの先生のもとに、アビドス高等学校のアヤネから「廃校危機にあるアビドスを救ってほしい」という旨の依頼が舞い込んでくる。
かつてこの学園はキヴォトス一の規模と力の強さで知られていたものの、気候変動によって生じた砂嵐がアビドスに人口減少をもたらしたことで凋落の一途をたどっていた。
大企業に借金を繰り返し廃校寸前になったアビドスを守るため、先生と五人だけのアビドス廃校対策委員会の生徒が立ち上がる。
彼女たちは借金返済の手段として銀行強盗に走ったり、生徒数を増やすために近隣の学校から生徒をさらうといった物騒な作戦を構想するも…?。
vol.2「時計じかけの花のパヴァーヌ」
科学に特化した学校であるミレニアムサイエンススクールのゲーム開発部は、廃部の危機に直面する中でコンテストで成績を残せば部活を守れることを知る。部員のモモイとミドリの姉妹、部長のユズ、そして先生は「最高のゲーム」を作るために東奔西走する。そんな中、ゲーム開発部の一行はとある廃墟で「アリス」という正体不明の少女と出会い、そのまま部員として組み込む。やがて、一行は校内一の武闘派・C&Cの妨害をかいくぐり、最高のゲームを作れるとされた伝説の書物「G.Bible」を手に入れるも、そこには「ゲームを愛せ」としか記載されていなかった。
そして、一行はかつてユズが作ったゲームの続編『テイルズ・サガ・クロニクル2』を作り、成功を収める。
その後、「ビッグシスター」ことミレニアムの生徒会長・調月リオがアリスを誘拐し、先生とゲーム開発部はC&Cと協力してアリスの救出に向かう。
vol.3「エデン条約編」
トリニティ総合学園の生徒会・ティーパーティーの一員セイアが何者に頭上のヘイローを壊されて死亡する。先生は、ティーパーティーのホスト（生徒会長）のナギサから「補習授業部にいる『トリニティの裏切り者』を見つけてほしい」という依頼を受け、一時的に補習授業部の監督を持つ。試験で成績を残せなければ全員退学になってしまうことが判明し、補習授業部の4人と先生は奮闘する。補習授業部は徐々に成績が良くなっていくものの、トリニティの上層部は補習授業部を退学させるべく、様々な妨害を展開する。
そんな中で先生は、同じくティーパーティーの一員・聖園ミカから「補習授業部にいるアズサのことを守ってほしい」というお願いをされる。
ミカは、ナギサがゲヘナ学園とトリニティのメンバーを集めた武力集団の獲得のために友好不可侵条約である「エデン条約」の締結を急いでいることや、複数の学園を統合する形でトリニティ総合学園が誕生した際に、反トリニティ派の「アリウス」が粛清された過去を語り、元「アリウス」であるアズサがセイア暗殺事件の犯人だと告げる。同時に、アズサはナギサを「アリウス」から守るために行動していた。そして、先生と補習授業部の面々は「アリウス」から学園を守るべく、電撃作戦を展開する。その時、ミカが事件の真の黒幕として立ちはだかり、「アリウス」と組んで大嫌いなゲヘナを排除し、トリニティを支配下に置こうとしていたことを明かす。そこへ、トリニティ最大派閥の「シスターフッド」が現れミカを逮捕、補習授業部も無事にテストに合格した。
そして、「エデン条約」の締結日が近づいてきていた。

vol.4「カルバノグの兎編」
突如閉鎖してしまった連邦生徒会長直属の学園・SRT特殊学園。その特殊部隊・RABBIT小隊のメンバーたちは公園での生活を余儀なくされていた。
ひょんなことからRABBIT小隊の管轄を任された先生であったが、お弁当争奪戦やヴァルキューレ警察学校との戦闘などを通して小隊メンバーたちと仲を深めていく。
Final.「あまねく奇跡の始発点」
解放には、今までのすべてのメインストーリーをクリアする必要がある。
第1章「シャーレ奪還作戦」
2023年1月22日実装。
ある日、キヴォトスに異変が訪れる。リン行政官の不信任決議案、砂狼シロコの失踪、謎の赤い閃光など様々な異変が起きた
死亡したかと思われていた百合園セイアは予知夢の能力を失うことと引き換えに死を免れた。
その時見た最後の予知夢には想像を絶するような光景があった。
その後究極兵器を発掘したカイザーコーポレーションがシャーレなどがあるキヴォトスの中心地サンクトゥムタワーを占拠。
ヴァルキューレ警察学校等があるD.U.シラトリ区に厳戒令が出されたうえ、ヴァルキューレの生徒を装ったカイザー兵に先生は誘拐されてしまう。絶体絶命のピンチ。無事サンクトゥムタワーは奪還できるのか。
第2章「虚妄のサンクトゥム攻略戦」
2023年1月22日実装、ただし公開は2023年1月24日。
シャーレ奪還後にキヴォトスに発信源不明の高濃度エネルギーが6箇所検出された。
やがてキヴォトスが赤い空に包まれドリルのようなタワーがエネルギー源のもとに降り立って、その箇所を破壊していく。
その6つのタワーを虚妄のサンクトゥムタワーと呼んで自治区内の生徒と協力して破壊していくこととなった。
果たして破壊することができるのか。
第3章「アトラ・ハシースの箱舟占領戦」
2023年2月22日実装。
「F.SCT攻略戦」の後、空は元に戻ったかに見えたが、「虚妄のサンクトゥム」の前兆が観測される。
そして超巨大な謎の浮遊物体が現れる。物理攻撃もハッキングも効かない物体に対抗できる最後の手段で
浮遊物体に乗り込む作戦をする。成功確率はわずか3%。
第4章「プレナパテス決戦」
2023年3月8日実装。
「A-H.A占領作戦」の後、先生はシロコと合流する。地上へ向かう2人の前に、シロコ＊テラーと色彩の嚮導者が現れる。

## 世界観
本作の舞台となる学園都市「キヴォトス」は未来的な雰囲気で描かれている一方、それ以外のエリアではポストアポカリプスじみた雰囲気を持っている。
また、キヴォトスを構成するそれぞれの学校は国に相当する存在であり、学校同士が対立している場合もある。
なお、本作には主人公である「先生」以外の大人も存在するが、生徒たちを利用したりする者や、善良な性格であっても生徒たちの協力者ではない者もいる。
劇中に登場する女子キャラクター（主にキヴォトスに存在する各学校の生徒）は頭にヘイロー（後述）があり、獣耳や尻尾、角、天使もしくは悪魔のような羽根などをもつ者も珍しくない。普段から銃火器や爆発物などを携行している。戦車や軍用ヘリを所持・使用している場合もある（戦車は第二次大戦時の、ヘリは現代のものの描写になっている）。小さなトラブルですらそれら銃火器・兵器が使用されることは日常茶飯事だが、ヘイローによって守られているため死ぬことはなく、負傷することすら珍しい。
どの学校の生徒も女子しか描写されていない。一般市民や大人などはゲマトリアを除き、人間の言葉をしゃべる動物もしくはロボットのような姿で描かれている。プレイヤーである「先生」の姿は本編ゲームでは描写されていない（コミカライズなどでは描写があるものもある）。「先生」はキヴォトス外から来たヘイローがない普通の人間であるため、被弾すると死傷してしまいかねず、実際に負傷する展開もある。
キヴォトスの周辺地理・歴史的環境については特に説明されていないが、コンビニでおにぎりを売っていたり、正月の行事があったりバレンタインデーにチョコを贈ることが行われていたり温泉で浴衣を着たりと、日本的文化が大きく描写されている。

### 用語集
先生
本作の主人公にしてプレイヤー。一人称は「私」。捜査部「シャーレ」の顧問だが、「キヴォトスの外からやってきた大人」であること以外謎に包まれている。年齢・性別は不明。本作に登場する学校では、BD(Blu-ray Disc)などを使った自主教育が中心となっているため、生徒に勉強を教える先生という存在自体が非常に珍しいとされる。
サンクトゥムタワー
学園都市「キヴォトス」を管理する中枢部。現在、最終管理者がいないため制御権を失った状態にある。
シッテムの箱
箱と呼ばれているが、外見はタブレット端末のような物。サンクトゥムタワーへの干渉やクラフトチェンバーの操作が可能である。先生のみ操作可能。中身は誰にも解析できないオーパーツと言われている。
シャーレ（S.C.H.A.L.E）
連邦捜査部。ストーリーの中心となる組織で、ロゴマークはヘイローを軸にしたデザインとし公的機関のイメージや社員証に似合う志向とした。
クラフトチェンバー
連邦捜査部「シャーレ」の地下にある謎の物体。あらゆる物質を作り出すことが可能。
デカグラマトン
自身を神聖な求道者と主張するAIで、信奉者である預言者が10人存在する。
ヘイロー
「キヴォトス」で生活している女性やデカグラマトンの預言者などの頭上にある天使の輪のような物で、睡眠時には消える。ヘイローを壊されない限り、被弾しても気絶する程度で済んでいる。また、ヘイローを破壊するには、多量の重火器が必要となる。
イワン・クパーラ
レッドウィンター連邦学園で毎年開かれる夏至祭。雪が解け新緑が生い茂るめでたい時期の記念として開催されている。
大人のカード
銃器等を持ち歩かない先生の唯一にして最大の武器。黒服いわく「命を削るもの」「生活の諸々をきちんと解決するもの」「大事なことのために使うべきもの」。メインストーリーFinal「あまねく奇跡の始発点」第4章にてクレジットカードであることが判明している。
カイザーコーポレーション
系列会社に民間軍事会社(PMC)であるカイザーPMC、金融業のカイザーローン、業種不明のカイザーコンストラクション、カイザーインダストリーなどがある。
ユスティナ聖徒会
トリニティ総合学園の派閥の一つ、シスターフッドの前身にあたる分派。戒律の守護者。約束を破る者たちに対処する制約の役割を持つ武力集団。
ゲマトリア
敵キャラと中立キャラが居る組織。黒服、マエストロ、ゴルゴンダ&デカルコマニー、ベアトリーチェの四人。
C&C
五人からなる部活動でメイド服を着ているが、その殆どは潜入調査など。ストーリー上では2章から、イベント上では戦場のバニーチェイサー、白亜の予告状に登場している。

## システム

### ストーリー
本作では「メインストーリー」のほかにキャラクター同士のつながりや部活動の様子が描かれる「グループストーリー」。メインストーリーでは見れない生徒間の交流や学園同士の交流が描かれる「ミニストーリー」が存在する。また、イベントを含めたすべてのストーリーは「アーカイブ」より見返すことが可能である。

### 通常任務
通常任務はエナジーを消費してアイテムを獲得できるターン制バトル。
Hard任務は特定の生徒の神名文字も獲得できる。

### 指名手配
チケットを消費することでできる特別任務。ステージの種類によって獲得報酬が変わる

### 学園交流会
チケットを消費して特定の学園のキャラと戦って報酬を獲得する。

### 特別依頼
特別依頼には「拠点防衛」と「クレジット回収」の2種類があり、「クレジット回収」は時間内に箱を攻撃してクレジットを獲得するもので、「拠点防衛」は奥からの迫りくる敵を退治するものである。
それぞれ報酬は「拠点防衛」がレポートで、「クレジット回収」がクレジットである。

### 戦術対抗戦
自分のキャラを編成してほかプレイヤーと戦う。スキルはオート発動固定なのでランダム要素が強く出る。
最高順位を更新する度に青輝石が入手できる他、毎日順位に応じた量のクレジット,戦術対抗戦コイン,青輝石が入手できる。

### イベント
イベント
定期的に開催される本編とは別にストーリーなどが追加されるコンテンツ。イベントを進めるごとにアイテムなどの報酬を手に入れることができる。また、イベントを進めることで加入する生徒も存在する。
イベントではイベント任務によって獲得できる専用アイテムで商品を購入したり、ミニゲームで遊べる。
ミニゲームは、スゴロク、ミニRPG、弾幕ゲーム、ガチャ、タロット等、イベント毎に様々な種類のものがある。
イベントは一度開催されると、約1年後に復刻され、2年後に常設される。常設されたイベントはいつでも読み返すことができる。
総力戦
部隊を編成しボスに挑むコンテンツ。総力戦ボスのHPは非常に高く設定されており、1部隊で倒すことができなくても、制限時間内であればHPなどの攻略状況を保持したまま何度でも挑戦できる。ただし1度編成した生徒は制限時間が終わるまで再出撃できない。
総力戦では順位によって、シーズン終了後
総力戦コイン、青輝石、トロフィーなどがもらえる。
合同火力演習
敵を倒したタイムでスコアを競うタイムアタック形式のコンテンツ。射撃演習、防御演習、突破演習の3種類が存在する。
クリア後、スコアに応じて合同火力演習コインが貰える
特殊作戦
不定期に開催されるイベント。内容はストーリーとクエストで構成されており、ストーリーはメインストーリーでは語られなかったパートを紐解いていくものになっている。
ストーリーは一回では完結せず、複数回に分けてシナリオが追加される。次回開催時には過去にクリアした箇所の続きからプレイすることができる。
連合作戦
全ユーザーで同じ「連合作戦ボス」の討伐を目指すレイドバトルイベント。それぞれのユーザーが与えたダメージが「連合作戦ボス」に反映される仕組みになっている。
「F.SCT攻略戦」より追加された最高難易度である「Insane」では攻撃タイプなどボスの設定が変わる。ボスが討伐されればイベントは終了するため、実際のイベント期間よりも早期に終了する可能性がある。
連合作戦では青輝石が大量にゲットできる
大決戦
防御タイプが変更された総力戦ボスが継続的に登場するイベント。軽装甲・重装甲・特殊装甲の3種類が同時に登場する。
戦闘するにはチケットが必要であり、チケットは毎日一枚回復する。チケットは次の大決戦には持ち込めず、リセットされる。
難易度によって試合終了後にもらえる大決戦コインの量が変わる。
制約解除決戦
通常の戦闘とは異なり、アタッカー6名、サポーター4名の計10名までで戦闘が可能。
階層によってレベル分けがされており、大きく24階、49階、74階、99階、それ以降と分けられている。何階層まであるのかは不明。
レポートやオーパーツの他に、能力解放に必要な応用WBがもらえる。応用WBは制約解除決戦でしか入手してできない。

## 他の機能

### スケジュール
チケットを使用することで生徒の信頼度とアイテムを獲得できる。

### ショップ
クレジットを使用することで経験値アイテムやオーパーツが買える
神名文字のかけらではすでに受け入れ済みの生徒の神名文字やオーパーツ等が買える
総力戦コイン・総力戦レアコインでは特定の生徒の神名文字やBD、ノート類が買える
大決戦コイン・大決戦レアコインでは特定の生徒の神名文字やBD、ノート類が買える
戦術対抗戦コインでは特定の生徒の神名文字やAP、経験値アイテム、クレジットが買える。また同コインで更新ができる
合同火力演習コインでは特定の生徒の神名文字やテイラーメイドに使用するテイラーストーン、経験値アイテムが買える
ミッションによってもらえる熟達証書では限定生徒の神名文字、神名文字のかけら、
クレジット、T6装備までの装備設計図の選択ボックス等が買える
廃止された特定の指名手配チケットと学園交流会チケットは最終段のリサイクルで交換可能。

### カフェ
クレジットとエナジーを貯めてくれる。生徒のミニキャラがランダムに出現して小言が聞けたり
家具と連動した動きも見せる。贈り物を渡して信頼度を高められる。

### クラフトチェンバー（製造）
ジェネレート
キーストーン類や高級アイテムを使用してランダムに出現する特定のアイテムを作成できる。
アイテムを生成できる。
テイラーメイド
同系統、同等級のアイテムで特別なアイテムや家具が作れる

## テーマソング
「Clear Morning」
小倉唯による日本版テーマソング。作詞は磯谷佳江、作曲は小野貴光、編曲は玉木千尋。
テーマソングを使用したアニメPVは、Yostar Picturesが制作しており、李衡達がプロデュースを行っている。
「優しさの記憶」
鹿乃によるFinal.「あまねく奇跡の始発点」エンディングテーマ。作詞は夕野ヨシミ（IOSYS）、作曲はゲームのミュージック・ディレクターを務めるミツキヨ。
「Target for love」
イ・ジナによるグローバル版テーマソング。歌詞は韓国語版と英語版がある。
「Blue Canvas」
ClariSによる中国版テーマソング。 作詞・作曲・編曲は丸山真由子。
「Thanks to」
ユンナによるグローバル版1.5周年記念テーマソング。作曲・編曲はミツキヨ。

## メディア展開

### 3Dアニメーション
アロナチャンネル
2021年4月7日から2023年7月23日まで、YouTube、Twitterにて定期的に配信された。アロナをメインにしたアニメーション動画。基本的にはアロナのみしか登場しないが、たまにゲーム内に登場するキャラクターが出演する場合がある。クリスマスなどのイベントのある時期には、拡大版となって配信される場合がある。動画時間は基本的に3分程度、拡大版の時は30分を超える。
アロプラチャンネル
2023年8月5日からYouTube、Twitterにて定期的に配信される。アロナチャンネルの後継番組であり、アロナに加え、プラナが登場する。
先生、ちょっとお時間いただけますか？
2022年7月4日から12月26日までYouTubeにて配信。早瀬ユウカが登場する1分ほどの動画が毎週月曜日に投稿された。
当初は全12回を予定していたが、好評を受けて第13回以降も配信されている。第13回以降は生塩ノアも登場する。
2023年7月3日からはTikTokでの再投稿も開始された。
先生、ちょっとお時間いただきます！
2023年1月23日から6月26日までYouTubeとTikTokにて配信。天童アリスが登場する1分ほどの動画が毎週月曜日に投稿された。第8回には早瀬ユウカ、特別編にはユウカと生塩ノアがゲストとして登場した。
ん、先生、ちょっと時間もらうね。
2023年7月3日から12月25日までYouTubeとTikTokにて配信。砂狼シロコが登場する1分ほどの動画が毎週月曜日に投稿された。特別編にはアビドスの生徒たちがゲストとして登場した。
先生、今週もお疲れさま、です
2024年1月5日から6月28日までYouTubeとTikTokにて配信。杏山カズサが登場する1分ほどの動画が毎週金曜日に投稿された。
毎週投稿は終わったが2024年の年末に「先生、今年もお疲れさま、でした」として投稿された。
先生、ちょっとお時間もらいますね。
2024年1月8日から6月24日までYouTubeとTikTokにて配信。アビドスの生徒たちが週替わりで登場する1分ほどの動画が毎週月曜日に投稿された。
登場する生徒によってタイトルが変更される（話数のカウントは継続される）。アヤネ回は『先生、ちょっとお時間もらいますね。』、ホシノ回は『先生、ちょっと時間もらうよ～…』、ノノミ回は『先生、ちょっとお時間もらいますね☆』、セリカ回は『先生、ちょっと時間もらうわよ！』となっている。
ブルアカ超リアル麻雀
2024年4月1日よりYouTubeにて配信。シロコ、ホシノ、アル、ムツキが麻雀を対戦。対局後、雀魂より一姫が登場。同作とのコラボが発表された。
先生、一杯いかがですか？
2024年9月6日から2025年1月24日までYouTubeとTikTokにて配信。尾刃カンナが登場する1分ほどの動画が毎週金曜日に投稿される。
先生、ちょっとお時間いただくわ
2024年7月1日から12月30日までYouTubeとTikTokにて配信。便利屋68のメンバーが週替わりで登場する1分ほどの動画が毎週月曜日に投稿された。
登場する生徒によってタイトルが変更される（話数のカウントは継続される）。アル回は『先生、ちょっとお時間いただくわ』、ハルカ回は『せ、先生、ちょっとお時間いただきます…』、ムツキ回は『先生、ちょっと時間もらうね～♡』、カヨコ回は『先生、ちょっと時間もらうよ』となっている。
先生、ちょっとお話しよっ
2025年1月6日よりYouTubeとTikTokにて配信。聖園ミカが登場する1分ほどの動画が毎週月曜日に投稿される。

### ショートアニメーション
YouTubeにて公開されているショートサイズのアニメーション作品。全てアニメーション制作はYostar Pictures。
1.5周年記念ショートアニメーション
2022年7月16日公開。アビドス対策委員会がメインキャラクターとなる。
beautiful day dreamer
2022年11月21日公開。公式Twitterにて投稿されたスライドパズルをクリアすることで視聴することができた。22日からは一般公開された。
ゲーム開発部の4人がメインキャラクターとなる。
2.5周年記念ショートアニメーション
2023年7月に制作が発表されていた、トリニティ総合学園をメインとした作品。
制作中であったものの、クオリティを担保することが難しくなったという理由から同年12月に制作中止が発表された。

#### 各話リスト（ショートアニメーション）
| # | サブタイトル                      | 脚本     | 絵コンテ | 演出       | 作画監督                 | 配信日          |
| - | --------------------------------- | -------- | -------- | ---------- | ------------------------ | --------------- |
|   | 1.5周年記念ショートアニメーション | 實川昂太 | 黒川智之 | 野木森達哉 | 石原恵治 ユキシズク      | 2022年 7月16日  |
|   | beautiful day dreamer             | -        | -        | -          | 斉藤健吾 りお 小野田貴之 | 2022年 11月21日 |

### テレビアニメ
『ブルーアーカイブ The Animation』（ブルーアーカイブ ジ・アニメーション）のタイトルで、2024年4月から6月までテレビ東京系列ほかにて放送された。

#### スタッフ（テレビアニメ）
- 原作 - NEXON Games「ブルーアーカイブ -Blue Archive-」
- 配信 - Yostar[26]
- シナリオディレクター - isakusan
- 監督 - 山岸大悟[26][27]
- 副監督 - 牧俊治[27]
- シリーズ構成 - 大野木寛、山岸大悟[27]
- キャラクターデザイン - 萩原弘光[26]
- メインアニメーター - 森七奈、米田紘、八木原唯、張鑫
- 美術監督・美術設定 - 荒井和浩[27]
- 色彩設計 - 濱岡幸治[27]
- 3DCGディレクター - 河原佑樹
- 撮影監督 - 後藤晴香[27]
- 編集 - 高橋歩[27]
- 音響監督 - 納谷僚介[27]
- 音楽 - 40mP
- 音楽制作 - インクストゥエンター
- 音楽制作ディレクター - 内田亮太
- 総合プロデューサー - 金用河
- プロデューサー - 根井悠輔、奥永祥正、崔倫碩、植木達也、熊川真実、神田亮太、吉川敦史
- アニメーションプロデューサー - 婁瑩
- アニメーション制作 - Yostar Pictures、studio CANDYBOX[26]
- 製作 - アビドス商店街[27]

#### 主題歌（テレビアニメ）
「青春のアーカイブ」
アビドス高等学校対策委員会によるオープニングテーマ。作詞・作曲・編曲は40mP。
「真昼の空の月」
アビドス高等学校対策委員会によるエンディングテーマ。作詞・作曲・編曲はRED。

#### 各話リスト（テレビアニメ）
| 話数       | サブタイトル                    | 脚本              | 絵コンテ                  | 演出                 | 作画監督 | アクション・ エフェクト作画監督 | 総作画監督               | 初放送日      |
| ---------- | ------------------------------- | ----------------- | ------------------------- | -------------------- | --- | ------------------------------- | ------------------------ | ------------- |
| Archive 1  | アビドス高等学校 廃校対策委員会 | 山岸大悟 大野木寛 | 山岸大悟                  | 山岸大悟             | 于卓鷺 森七奈 | 酒井智史                        | 萩原弘光                 | 2024年 4月7日 |
| Archive 2  | 私は認めない！                  | 大野木寛          | 牧俊治                    | 牧俊治               | 森七奈 于卓鷺 齊藤佳子 胡峰城 穆亜蝶 | -                               | 萩原弘光 斉藤健吾        | 4月14日       |
| Archive 3  | 便利屋68にお任せください！      | 大野木寛 山岸大悟 | 増田敏彦 山岸大悟         | 小林寿徳             | 石原恵治 海堂ヒロユキ 平田雄三 中村優作 小林史緒里 ハン ミンギ 羽野広範                                                                         | 磯野智 佐々木政勝               | 森七奈                   | 4月21日       |
| Archive 4  | 覆面水着団☆                     | 大野木寛          | 東亮祐                    | 小松和真             | 清水拓磨 菊田裕司 青木裕子 Zearth Sato 佐藤美音子 GrandGuerrilla 齋藤直貴 高石まみ つぼし 杉山有沙 白樺鳰 大矢由香 国吉杏美 工藤真奈 吉武はつひ | -                               | 斉藤健吾 森七奈          | 4月28日       |
| Archive 5  | 友達なんかじゃない！            | 友山くに          | 梅津朋美                  | 國本一穂             | 海堂ヒロユキ 吉田龍一郎 小林史緒里 築山翔太 リセゾン シンナラ                                                                                   | -                               | 斉藤健吾 森七奈          | 5月5日        |
| Archive 6  | ゲヘナ風紀委員会                | 友山くに          | 朱暁                      | 朱暁                 | 八木原唯 胡峰城 大井景 | 佐々木政勝                      | 森七奈                   | 5月12日       |
| Archive 7  | 前に進むしか…                   | 大野木寛          | 中島政興                  | 中島政興             | 清水海都 ユキシズク 小木曽遥 須佐祥智 | -                               | 小暮梨奈 立野杏奈 守重蛍 | 5月19日       |
| Archive 8  | 秘密                            | Yoster            | 渡辺輝重 山岸大悟         | 桜美勝志             | 八木原唯 胡峰城 LUXIF 葉昌 周俊傑 | -                               | 森七奈                   | 5月26日       |
| Archive 9  | アビドス砂漠へ                  | 大野木寛          | ほしかわたかふみ 山岸大悟 | 田部伸一             | st.シルバー 佐々木政勝 | -                               | 森七奈                   | 6月2日        |
| Archive 10 | 唯一意味のある場所              | 浅藤蛍            | 牧俊治                    | 牧俊治               | 胡峰城 黒絵レイ 山本月穂 北島勇樹 森七奈 萩原弘光 拾月動画                                                                                      | -                               | 萩原弘光 森七奈          | 6月9日        |
| Archive 11 | 私の生徒だから                  | 友山くに          | 田部伸一                  | 田部伸一             | st.シルバー 佐々木政勝 | -                               | 森七奈 立野杏奈          | 6月16日       |
| Archive 12 | ただいま                        | 浅藤蛍            | 牧俊治 山岸大悟           | 牧俊治 山岸大悟 朱暁 | 斉藤健吾 八木原唯 森七奈 萩原弘光 胡峰城 周俊傑 沈珞丙 李奕鈞 丁熠晨 李文婧 崔芝兰 徐光咏 雷江竜 拾月動画                                       | -                               | 森七奈 萩原弘光          | 6月23日       |

#### 放送局（テレビアニメ）
| 放送期間               | 放送時間                     | 放送局              | 対象地域                                                    | 備考                                 |
| ---------------------- | ---------------------------- | ------------------- | ----------------------------------------------------------- | ------------------------------------ |
| 2024年4月7日 - 6月23日 | 日曜 23:45 - 月曜 0:15       | テレビ東京系列全6局 | 北海道・関東広域圏・愛知県・ 大阪府・岡山県・香川県・福岡県 | 字幕放送                             |
| 2024年4月9日 - 6月25日 | 火曜 0:00 - 0:30（月曜深夜） | BS11                | 日本全域                                                    | BS放送 / 『ANIME+』枠                |
| 2024年5月17日 - 8月2日 | 金曜 21:00 - 21:30           | AT-X                | 日本全域                                                    | CS放送 / 字幕放送 / リピート放送あり |

| 配信開始日   | 配信時間                           | 配信サイト |
| ------------ | ---------------------------------- | --- |
| 2024年4月8日 | 月曜 0:15（日曜深夜） 更新         | ニコニコチャンネル |
|              | 月曜 0:15（日曜深夜） 以降順次更新 | dアニメストア U-NEXT アニメ放題 DMM TV Amazon Prime Video Lemino J:COM STREAM TELASA milplus Hulu FODプレミアム ネットもテレ東 TVer バンダイチャンネル ふらっと動画 バズリバTV Google Play YouTube HAPPY!動画 ビデオマーケット カンテレドーガ music.jp |
|              | 月曜 0:30 - 1:00（日曜深夜）       | ニコニコ生放送 |
|              | 月曜 1:00 - 1:30（日曜深夜）       | ABEMA |
|              | 月曜 1:30（日曜深夜） 更新         | ABEMAビデオ |

#### BD（テレビアニメ）
| 巻 | 発売日         | 収録話          | 規格品番  |
| -- | -------------- | --------------- | --------- |
| 1  | 2024年8月28日  | 第1話 - 第3話   | SHBR-0739 |
| 2  | 2024年9月25日  | 第4話 - 第6話   | SHBR-0740 |
| 3  | 2024年10月30日 | 第7話 - 第9話   | SHBR-0741 |
| 4  | 2024年11月27日 | 第10話 - 第12話 | SHBR-0742 |

| テレビ東京系列 日曜 23:45 - 月曜 0:15 | テレビ東京系列 日曜 23:45 - 月曜 0:15                                         | テレビ東京系列 日曜 23:45 - 月曜 0:15   |
| 前番組 | 番組名                                                                        | 次番組                                  |
| --- | ----------------------------------------------------------------------------- | --------------------------------------- |
| 単発番組枠 ※日曜 23:30 - 月曜 0:00乃木坂工事中 （2015年4月20日 - 2024年4月1日） ※月曜 0:00 - 0:30（日曜深夜） - ※ここまでテレビ愛知制作のバラエティ番組 - ※15分繰り下げの上継続 | ブルーアーカイブ The Animation （2024年4月7日 - 6月23日） - ※ここからアニメ枠 | 菜なれ花なれ （2024年7月7日 - 9月23日） |

### 配信番組
ブルアカらいぶ！
YouTube、Twitterにて不定期に行われるライブ配信。今後ゲーム内に追加される機能や、キャラクター、イベントなどの最新情報が伝えられる。基本的には2時間ほどの配信だが、周年を迎えた際には3時間ほどの配信になる。2周年の「ブルアカらいぶ！せかんどあにばSP！」ではベルサール秋葉原から公開生放送が行われ、驚異の7時間の配信となった。

### ラジオ
ブルアカらじお！
2024年4月1日からネット配信されている。パーソナリティは十六夜ノノミ役の三浦千幸と伊草ハルカ役の石飛恵里花。
超!A&G+では2025年3月24日まで月曜21時から22時の1時間枠にて簡易動画付きで配信され、文化放送地上波では2024年4月6日より9月28日まで『A&G TRIBAL RADIO エジソン』内のミニ番組『ブルアカらじお！〜エジソン課外授業〜』として放送された。超!A&G+配信後の月曜22:00にはYouTubeの「ブルーアーカイブ-Blue Archive-チャンネル」にてアーカイブが公開されていた。
2025年3月末の超!A&G+配信サービス終了に伴い、4月以降はYouTube公式チャンネルより火曜19時から配信されている。

## コラボレーション
- 2021年11月、ゲーム内イベント「初音ミクのスペシャルライブ inキヴォトス〜リハーサル篇〜」にて初音ミクとのコラボが行われ、ゲーム内に初音ミクが実装された。
- 2022年10月22日に行われた生放送にて、執事眼鏡eye mirrorとゲーム名に登場するC&Cのアスナとカリンのコラボモデルが製作されることが発表された。
- 同日、同生放送にてヴィレッジヴァンガードとゲヘナ学園・風紀委員会とのコラボが発表された。
- 2023年1月22日、2周年記念として行われた「ブルアカらいぶ！せかんどあにばSP！」にてアニメイトとの二回目となるコラボが決定した。名称は「ブルーアーカイブ 2nd ANNIVERSARY FAIR.」。
- 同日、タニタとのコラボが決定した。
- 同日、元気回復 秋葉原電気街まつりとのタイアップが決定した。
- 同日、PASERAとのコラボが決定した。ゲーム内に登場する放課後スイーツ部とのコラボで、限定メニューが販売される。
- 同日、atre秋葉原とのコラボが決定した。パーカーやクリアファイルなどのグッズが販売されるほか、限定のコラボオリジナルカードなどが配布される。
- 同年2月には、「第73回さっぽろ雪まつり」への出展や[38]、謎解きスタンプラリー「ブルーアーカイブ 〜暗号仕掛けの挑戦状〜」にてアニメイトのほか、三省堂やタリーズコーヒー、ドン・キホーテ等、秋葉原に店舗を構える企業とのコラボが行われた[39]。
- 2023年10月24日、テレビアニメ『とある科学の超電磁砲T』とのコラボイベント「とある科学の青春記録」が開催される。『超電磁砲』のキャラクターである御坂美琴、食蜂操祈、佐天涙子が実装される[40]。このコラボレーションに際してはAiobahnが楽曲を提供した。
- 2024年2月、「第74回さっぽろ雪まつり」の大通4丁目会場にてアロナ＆プラナ雪像が展示された[41]。

## 沿革
出典の記載がないものは公式サイトのNewsまたは公式X（旧:Twitter）で情報の確認をしている。

### 2021年
- 2月4日 - 配信開始
- 2月15日〜21日 - 総力戦BETA版
- 3月11日 - 総力戦正式版実装
- 3月25日 - カフェに招待機能実装
- 4月29日 - ガチャ：キャラクターの募集に必要な「呼び出しポイント」が300から200に変更
- 7月15日 - 新クラス、「タクティカル・サポート（T.S.）」実装
- 8月2日 - 韓国版ティザーサイト・動画が公開[9]
- 10月27日
  - ガチャ：募集済みの生徒を再び募集した際に獲得する報酬が変更
  - 学園交流会実装
  - カフェの面積が1.5倍に拡大、家具モーション機能追加
- 11月9日
  - 特殊作戦実装[5]
  - グローバル版（Blue Archive）サービス開始[42][43]

### 2022年
- 2月23日 - クラフトチェンバーにテイラーメイド機能追加
- 3月9日 - 合同火力演習実装
- 3月23日 - デイリーミッションのリニューアル
- 3月28日 - ウィークリーミッションのリニューアル
- 5月24日 -　誕生日お知らせ機能実装
- 6月22日 - フレンドシステム、ならびに日直実装
- 7月20日 - ガチャ：募集での★3キャラクターの出現率が2.5％から3％に変更
- 9月28日 - 編成プリセット機能追加
- 10月26日 - 開始スキル選択機能実装[5]

### 2023年
- 6月21日 - 大決戦beta版の実装
- 7月24日 - 称号システム実装
- 8月3日 - 中国版（蔚蓝档案）のサービス開始[44]
- 9月27日 - 製造機能にクイック製造が実装
- 10月24日
  - カフェ2号店が実装
  - 愛用品に必要な絆ランクが15に変更
  - 「スクラップブックシステム」実装
- 11月8日 - 護衛演習が初開催
- 12月27日 - X(旧Twitter)の連携機能が終了

### 2024年
- 1月24日 - 「タイトル画面の映像選択機能」実装
- 3月27日 - 「能力解放」実装
- 3月28日 - イベント「制約解除決戦」実装
- 4月24日
  - 任務に「簡易攻略」が実装
  - ログインボーナス・デイリーミッション・ウィークリーミッションの調整
  - 一部コンテンツの「助っ人依頼」の費用が無料化
- 4月30日 - 「目指せ1億！覆面パズル団」公開 (2024年7月31日 20:00まで)
- 5月8日 - 大決戦のランキング集計方法を変更・「保険報酬」機能実装
- 5月22日 -「助っ人」を選択する際に、「フレンド」、「サークル」以外の生徒を選択できるように変更
- 6月26日 - 「モモトーク」の未読メッセージ並び替え、アイテムのフィルター機能、生徒・編成のソート機能に新たな項目が実装
- 7月22日
  - 「一括掃討」機能実装
  - 「CV鑑賞モード」に字幕機能実装
- 8月21日 - スケジュールに「春葉原」のロケーションが実装
- 9月25日 - ログイン待機列が発生した際に、更新データ等のダウンロードが待機中でもできるように
- 7月23日 - グローバル版(Blue Archive)に韓国語ボイスが実装
- 10月23日
  - ストーリーの「プロローグ」、「特殊作戦『デカグラマトン』編」がメインストーリーに移動
  - EXスキルを使用する際にどの生徒に使用するかが可視化
  - 部隊のバフ・デバフ状況表示機能の実装
  - スキル効果アイコン表示設定の追加
  - 「フレンド」、「サークル」の登録上限が「50」まで拡張された
- 12月24日～ - 「Yostarアカウント」、「Appleアカウント」を用いたアカウント連携機能終了の予告（廃止日未定）

### 2025年
- 1月20日
  - プレイガイド「先生手帳」実装
  - 先生レベル50以下のプレイヤーに対して「新米先生経験値ブースト」が追加
  - 戦闘画面のスキルカード位置を左右から選べれるように
  - 他のプレイヤーのカフェに訪問できる機能実装
- 1月27日 - 総力戦に新難易度「Lunatic」実装

## 評価
電撃オンラインのカワチは、本作について「味方も敵も魅力的」と評した。電ファミニコゲーマーのジスマロックは、「エデン条約編」のシナリオについて、以前のシナリオでは不明瞭だった「死」の概念をはっきりさせただけでも攻めた内容だったと評価している。
『ブルーアーカイブ -Blue Archive-』は2022年度の大韓民国ゲーム大賞で、最優秀開発者賞、キャラクター賞、人気賞を受賞した。

## 関連商品
音楽CDは全てYostarより発売。

### サウンドトラック
- Blue Archive Original Soundtrack Vol.1 〜Longing for the memorable days〜（2022年3月24日販売[47][48]、販売終了[注 5]）
- Blue Archive Original Soundtrack Vol.2 〜Searching for the unknown truth〜（2022年7月17日デジタル配信[51]、20日販売[52]、販売終了[注 5]）
- Blue Archive Extra Soundtrack（2023年1月23日デジタル配信[53]、24日販売[54][55]、販売終了）
- Blue Archive Original Soundtrack Vol.3 〜Reaching for the precious time〜（2023年1月23日デジタル配信開始[56]、24日販売[57]、発売終了[注 6]
- Blue Archive Original Soundtrack Vol.4　～Aiming for the ideal freedom～（2023年7月24日デジタル配信[58]、同日販売[59]、販売終了[注 6]）
- Blue Archive Original Soundtrack Vol.5　～Striving for the bloomy festival～（2024年1月21日デジタル配信[60]、22日販売[61]、販売終了）
- Blue Archive Original Soundtrack Vol.6　～Keeping for the abiding belief～（2024年7月22日デジタル配信[62]、23日販売[63]、販売終了）

### キャラクターソング
| タイトル                       | CD発売日       | デジタル配信日 | 参加キャラクター                                                                               | 備考                                                                                            |
| ------------------------------ | -------------- | -------------- | ---------------------------------------------------------------------------------------------- | ----------------------------------------------------------------------------------------------- |
| キラメクMiLieへ                | CD発売無し     | 2022年4月2日   | イタズラ☆ストレート                                                                            | 4月1日に披露されたエイプリルフール楽曲。                                                        |
| かがやきサマーデイズ           | 2022年7月20日  | 2022年7月17日  | ホシノ、シロコ、ノノミ、セリカ、アヤネ                                                         | 1.5周年記念アニメのテーマソング。                                                               |
| わたしたちのクエスト           | CD発売無し     | 2022年11月23日 | モモイ、ミドリ、ユズ、アリス                                                                   | ショートアニメ「beautiful day dreamer」のテーマソング。                                         |
| LA LA RUN!                     | 2022年9月28日  | 2023年01月23日 | ヒナ、セナ、セリナ                                                                             | ドラマCD「舞台袖のかくしごと 〜キヴォトス晄輪大祭〜」に付属していた楽曲。デジタル版は楽曲のみ。 |
| ワンダー・ファニー・ハーモニー | 2023年7月24日  | 同日           | サクラコ、ヒナタ、マリー、ウイ、シミコ、ヒフミ、アズサ、ハナコ、コハル、ミカ、ツルギ、イチカ。 | 2.5周年記念アニメのテーマソング。                                                               |
| 澄んだ青空、萌ゆる心           | 2024年1月22日  | 2024年1月21日  | カスミ、ユカリ、モミジ、ハレ、エイミ。                                                         | 3周年記念楽曲。                                                                                 |
| 全力絶対Come☆True              | 2024年1月21日  | 同日           | イタズラ☆ストレート                                                                            | 2022年のエイプリルフールで結成したイタズラ☆ストレートのセカンドシングル                         |
| 夢路の花                       | 2024年3月25日  | 同日           | ヒナ                                                                                           | ゲーム内イベント「陽ひらく彼女たちの小夜曲」でヒナが演奏したピアノ曲                            |
| 彩りキャンバス                 | 2024年7月22日  | 2024年7月23日  | SUGAR RUSH                                                                                     | ゲーム内イベント「-ive aLIVE!」でSUGAR RUSHが演奏した楽曲                                       |
| Paint It Now                   | 2024年10月24日 | 2024年10月21日 | サオリ                                                                                         | ゲーム内イベント「Sheside outside」でDJサオリが披露した楽曲                                     |
| トモダチOneStep                | 2024年12月26日 | 2024年12月23日 | Antique Seraphim                                                                               | ゲーム内イベント「Serenade Promenade」のエピローグ楽曲。                                        |
| ありがとう、そしてこれからも。 | 2024年12月26日 | 2024年12月23日 | カズサ、キキョウ、キサキ、コユキ、サオリ、シロコ*テラー、ヒナ、ホシノ、マリー、マリナ、ユウカ  | 4周年記念楽曲                                                                                   |

#### 青春あんさんぶる
キャラクターソングシリーズ。楽曲とドラマパートを収録。
| タイトル                  | CD発売日       | デジタル配信日 | 参加キャラクター                 | 収録楽曲                        |
| ------------------------- | -------------- | -------------- | -------------------------------- | ------------------------------- |
| Vol.1「アロナ」           | 2023年10月21日 | 同日           | アロナ                           | エブリディいっしょ♪             |
| Vol.2「ヴェリタス」       | 2023年12月28日 | 2023年12月25日 | チヒロ、コタマ、ハレ、マキ       | Get Over the World              |
| Vol.3「便利屋68」         | 2024年1月22日  | 2024年1月21日  | アル、ムツキ、カヨコ、ハル       | 一日一惡★レッツゴー！           |
| Vol.4「忍術研究部」       | 2024年1月22日  | 2024年1月21日  | ミチル、イズナ、ツクヨ           | 忍術研究部！只今参上！の巻。    |
| Vol.5「補習授業部」       | 2024年4月22日  | 2024年4月21日  | ヒフミ、アズサ、ハナコ、コハル   | 手つなぎハッピーエンド          |
| Vol.6「放課後スイーツ部」 | 2024年7月23日  | 2024年7月22日  | アイリ、カズサ、ナツ、ヨシミ     | パフェダイアリーズ              |
| Vol.7「美食研究会」       | 2024年10月24日 | 2024年10月21日 | ハルナ、アカリ、イズミ、ジュンコ | 美食追求の道 ～いただきます！～ |
| Vol.8「Rabbit小隊」       | 2024年12月26日 | 2024年12月23日 | ミヤコ、サキ、モエ、ミユ         | 進み続ける兎たち                |
| Vol.9「対策委員会」       | 2025年1月21日  | 2025年1月19日  | 対策委員会                       | 一緒の約束                      |
| Vol.10「風紀委員会」      | 2025年1月21日  | 2025年1月19日  | 風紀委員会                       | 純真レゾンデートル              |

#### 絆ダイアローグ
キャラクターソングシリーズ。楽曲とドラマパートを収録。
| タイトル        | CD発売日       | デジタル配信日 | 参加キャラクター | 収録楽曲                           |
| --------------- | -------------- | -------------- | ---------------- | ---------------------------------- |
| Vol.1「シロコ」 | 2024年4月22日  | 2024年4月21日  | シロコ           | あゆみ                             |
| Vol.2「アル」   | 2024年6月24日  | 同日           | アル             | これが私のハードボイルド!?         |
| Vol.3「ヒフミ」 | 2024年7月23日  | 2024年7月22日  | ヒフミ           | 好きなんです！                     |
| Vol.4「ホシノ」 | 2024年7月23日  | 同日           | ホシノ           | ぷかぷかぴ〜す                     |
| Vol.5「イズナ」 | 2024年10月24日 | 2024年10月21日 | イズナ           | 主殿のお傍でニンニンニン           |
| Vol.6「ミヤコ」 | 2024年10月24日 | 2024年10月21日 | ミヤコ           | 月導                               |
| Vol.7「ユウカ」 | 2024年12月26日 | 2024年12月23日 | ユウカ           | コントロールできない感情という変数 |
| Vol.8「アリス」 | 2024年12月26日 | 2024年12月23日 | アリス           | 勇者アリスの大冒険！               |
| Vol.9「カンナ」 | 2025年1月21日  | 2025年1月19日  | カンナ           | 夜明けのコーヒーの香り             |

### ドラマCD
舞台袖のかくしごと 〜キヴォトス晄輪大祭〜
2022年9月28日にYosterより発売。「キヴォトス晄輪大祭 Other side stories」の一つとして他のシリーズとのセット販売もされていた。現在はDlsiteにて配信版が販売中。
晄輪大祭でのヒナ、セナ、セリナの活躍を描いている。3人が歌うキャラクターソング「LA LA RUN!」も収録。

### ASMR
DLsiteにてASMRボイスドラマが配信されている。
| タイトル                                            | 配信日        | 参加キャラクター                   |
| --------------------------------------------------- | ------------- | ---------------------------------- |
| ツバキASMR〜穏やかな寝息に包まれて〜                | 2022年1月22日 | ツバキ（白砂沙帆）                 |
| ノノミASMR〜ほのかな体温を感じる距離〜              | 2022年1月22日 | ノノミ（三浦千幸）                 |
| ミユASMR〜ゴミ箱の中でふたりきり〜                  | 2022年7月17日 | ミユ（後藤邑子）、サキ（友永朱音） |
| ユウカASMR〜頑張るあなたのすぐそばに〜              | 2022年7月17日 | ユウカ（春花らん）                 |
| シュン&シュン（幼女）ASMR〜心地良い眠りに誘われて〜 | 2023年1月23日 | シュン&シュン（幼女）（伊藤静）    |
| チナツ（温泉）ASMR〜あなたを癒す湯上がりの〜        | 2023年1月23日 | チナツ（温泉）（香月はるか）       |
| ヒナASMR〜甘えられる優しいひと時〜                  | 2023年7月24日 | ヒナ（広橋涼）                     |
| ウイASMR〜囁きすらも届く位置で〜                    | 2023年7月24日 | ウイ（後藤沙緒里）                 |
| カヨコASMR〜穏やかで温かい距離感〜                  | 2024年1月21日 | カヨコ（藤井ゆきよ）               |
| ヒマリASMR〜ほどけた心をゆだねられ〜                | 2024年1月21日 | ヒマリ（ゆかな）                   |
| ミヤコ（水着）ASMR〜ふたりきりの島でおはようを。〜  | 2024年7月22日 | ミヤコ（水着）（藤田茜）           |
| ノアASMR〜めげないあなたのすぐ横で〜                | 2024年7月22日 | ノア（鈴代紗弓）                   |
| カズサASMR～ただあなたを癒したくて～                | 2025年1月19日 | カズサ（夏吉ゆうこ）               |

### 漫画
舞台裏へのかくれんぼ 〜キヴォトス晄輪大祭〜
2022年9月28日にYosterより発売。作画はせるげい。「キヴォトス晄輪大祭 Other side stories」の一つとして他のシリーズとのセット販売もされていた。
晄輪大祭でのRABBIT小隊を描いている。

ブルーアーカイブ 便利屋68業務日誌
コミックグロウル（旧名：コミックブシロードWEB／ブシロードクリエイティブ→ブシロードワークス）にて2022年10月14日より連載。原作は「ブルーアーカイブ」、作画は野際かえで。当初は2021年秋から連載開始予定であったが同年12月に2022年への延期が発表された。便利屋68の活躍を描いている。
- 野際かえで（漫画）・ブルーアーカイブ（原作）『ブルーアーカイブ 便利屋68業務日誌』KADOKAWA〈ブシロードコミックス〉、既刊4巻（2025年2月7日現在）
  1. 2023年6月8日発売、ISBN 978-4-04-899569-6
  2. 2024年1月6日発売、ISBN 978-4-04-899582-5
  3. 2024年7月8日発売、ISBN 978-4-04-899630-3
  4. 2025年2月7日発売、ISBN 978-4-04-899659-4

ブルーアーカイブ ゲーム開発部だいぼうけん！
ガンガンONLINE（スクウェア・エニックス）にて2023年12月31日より連載。原作は「ブルーアーカイブ」、作画は水あさと。ゲーム開発部の活躍を描いている。
- 水あさと（漫画）・ブルーアーカイブ（原作）『ブルーアーカイブ ゲーム開発部だいぼうけん！』スクウェア・エニックス〈ガンガンコミックスONLINE〉、既刊3巻（2025年2月12日現在）
  1. 2024年6月12日発売、ISBN 978-4-7575-9252-0
  2. 2024年10月10日発売、ISBN 978-4-7575-9474-6
  3. 2025年2月12日発売、ISBN 978-4-7575-9676-4

### 小説
表舞台のかくしあじ 〜キヴォトス晄輪大祭〜
2022年9月28日にYosterより発売。著者は篠宮夕、イラストはかにビーム。「キヴォトス晄輪大祭 Other side stories」の一つとして他のシリーズとのセット販売もされていた。
晄輪大祭での美食研究会を描いている。

### フィギュア
- 1/7スケールフィギュア
  - 1/7　スケールフィギュア　アロナ[88]　(2023年6月発売、サウザンド/あみあみ)
  - 1/7　スケールフィギュア　一之瀬アスナ(バニーガール)[89]　(2023年8月発売、マックスファクトリー/グッドスマイルカンパニー)
  - 1/7　スケールフィギュア　カリン　(2023年2月受注開始、マックスファクトリー/グッドスマイルカンパニー)

## ロゴ

日本語版ロゴ
韓国語版ロゴ
簡体字中国語版ロゴ